# Innesto RF (Canon)
L'attacco RF o innesto RF è un innesto per obiettivi intercambiabili sviluppato da Canon per le sue fotocamere mirrorless a pieno formato, annunciato a settembre 2018, presentato originariamente sulla EOS R e poi sulla EOS RP.
L'innesto RF consente l'utilizzo di obiettivi Canon EF e EF-S utilizzando uno dei tre adattatori per obiettivi Canon. Quando è collegato un obiettivo EF-S, tuttavia, la fotocamera funzionerà solo come fotocamera APS-C, non come fotocamera full frame.